# Dover (Nou Hampshire)
Dover és una ciutat i seu del comtat de Strafford a l'estat de Nou Hampshire dels Estats Units d'Amèrica.

## Demografia
Segons el cens del 2007 tenia 28.775 habitants. Segons el cens del 2000, Dover tenia 26.884 habitants, 11.573 habitatges, i 6.492 famílies. La densitat de població era de 388,5 habitants per km².
Dels 11.573 habitatges en un 26,3% hi vivien nens de menys de 18 anys, en un 42,5% hi vivien parelles casades, en un 10,3% dones solteres, i en un 43,9% no eren unitats familiars. En el 31% dels habitatges hi vivien persones soles el 9,2% de les quals corresponia a persones de 65 anys o més que vivien soles. El nombre mitjà de persones vivint en cada habitatge era de 2,26 i el nombre mitjà de persones que vivien en cada família era de 2,87.
Per edats la població es repartia de la següent manera: un 20,8% tenia menys de 18 anys, un 11,2% entre 18 i 24, un 34% entre 25 i 44, un 20,3% de 45 a 60 i un 13,7% 65 anys o més.
L'edat mediana era de 36 anys. Per cada 100 dones de 18 o més anys hi havia 90,6 homes.
La renda mediana per habitatge era de 43.873$ i la renda mediana per família de 57.050$. Els homes tenien una renda mediana de 37.876$ mentre que les dones 27.329$. La renda per capita de la població era de 23.459$. Entorn del 4,8% de les famílies i el 8,4% de la població estaven per davall del llindar de pobresa.

## Poblacions properes
El següent diagrama mostra les poblacions més properes.